# Championnat du Paraguay de football 1991
Navigation
Saison précédente Saison suivante
La saison 1991 du Championnat du Paraguay de football est la quatre-vingt-unième édition de la Primera División, le championnat de première division au Paraguay. Les douze meilleurs clubs du pays disputent la compétition, qui se déroule en plusieurs phases :
- les équipes se rencontrent lors de deux tours, disputés au sein d’une poule unique. Les quatre premiers de chaque tour se qualifient pour la phase finale. Un classement cumulé des deux tours est utilisé pour qualifier des équipes supplémentaires au besoin.
- la phase finale regroupe les huit qualifiés en deux poules de quatre puis demi-finales et finale.

C'est le Club Sol de América qui est sacré champion cette saison après avoir battu Cerro Porteño en finale nationale. C'est le second titre de champion du Paraguay de l’histoire du club.

## Les clubs participants
| - Club Guaraní - Cerro Porteño - Club Libertad - Club Atlético Colegiales - Club Olimpia - Club Sol de América | - Club Sportivo Luqueño - Club Nacional - Club Cerro Corá - Promu de División Intermedia - Club River Plate - Club Sportivo San Lorenzo - Club Sport Colombia |

## Compétition
Le barème utilisé pour établir l’ensemble des classements est le suivant :
- Victoire : 2 points
- Match nul : 1 point
- Défaite : 0 point
- Bonus à l'issue des phases 1 et 2 : 
  - Vainqueur : 1 point
  - Deuxième : 0,75 point
  - Troisième : 0,5 point
  - Quatrième : 0,25 point

### Première phase

#### Classement cumulé
| Rang | Équipe                    | Pts | J  | G | N | P | Bp | Bc | Diff |
| ---- | ------------------------- | --- | -- | - | - | - | -- | -- | ---- |
| 1    | Club Olimpia              | 32  | 22 |   |   |   |    |    |      |
| 2    | Cerro PorteñoT            | 28  | 22 |   |   |   |    |    |      |
| 3    | Club Atlético Colegiales  | 27  | 22 |   |   |   |    |    |      |
| 4    | Club Cerro CoráP          | 25  | 22 |   |   |   |    |    |      |
| 5    | Club Guaraní              | 25  | 22 |   |   |   |    |    |      |
| 6    | Club Sportivo Luqueño     | 22  | 22 |   |   |   |    |    |      |
| 7    | Club Sol de América       | 22  | 22 |   |   |   |    |    |      |
| 8    | Club Nacional             | 20  | 22 |   |   |   |    |    |      |
| 9    | Club Sportivo San Lorenzo | 18  | 22 |   |   |   |    |    |      |
| 10   | Club Libertad             | 17  | 22 |   |   |   |    |    |      |
| 11   | Club River Plate          | 17  | 22 |   |   |   |    |    |      |
| 12   | Club Sport Colombia       | 11  | 22 |   |   |   |    |    |      |

|  | Qualification directe pour la phase finale via les tours de qualification |
|  | Qualification pour la phase finale grâce au classement cumulé             |
|  | Relégation directe en División Intermedia                                 |
|  | T : Tenant du titre P : Promu de División Intermedia                      |

### Phase finale

#### Phase de poules
| Rang | Équipe                     | Pts  | J | G | N | P | Bp | Bc | Diff |
| ---- | -------------------------- | ---- | - | - | - | - | -- | -- | ---- |
| 1    | Cerro Porteño+1.00         | 5.00 | 3 |   |   |   |    |    |      |
| 2    | Club Sol de América+0.25   | 3.25 | 3 |   |   |   |    |    |      |
| 3    | Club Nacional              | 3.00 | 3 |   |   |   |    |    |      |
| 4    | Club Sportivo Luqueño+0.25 | 2.25 | 3 |   |   |   |    |    |      |

| Rang | Équipe                        | Pts  | J | G | N | P | Bp | Bc | Diff |
| ---- | ----------------------------- | ---- | - | - | - | - | -- | -- | ---- |
| 1    | Club Guaraní                  | 5.00 | 3 |   |   |   |    |    |      |
| 2    | Club Olimpia+1.75             | 4.75 | 3 |   |   |   |    |    |      |
| 3    | Club Cerro Corá+0.75          | 3.75 | 3 |   |   |   |    |    |      |
| 4    | Club Atlético Colegiales+1.00 | 2.00 | 3 |   |   |   |    |    |      |

#### Phase finale
|  | Demi-finales        | Demi-finales        | Demi-finales |   |  | Finale | Finale | Finale |  |  |  |  |  |  |  |
|  |                     |                     |              |   |  |        |        |        |  |  |  |  |  |  |  |
|  |                     |                     |              |   |  |        |        |        |  |  |  |  |  |  |  |
|  |                     |                     |              |   |  |        |        |        |  |  |  |  |  |  |  |
|  | Cerro Porteño       |                     |              |   |  |        |        |        |  |  |  |  |  |  |  |
|  |                     |                     |              |   |  |        |        |        |  |  |  |  |  |  |  |
|  | Club Olimpia        |                     |              |   |  |        |        |        |  |  |  |  |  |  |  |
|  | Cerro Porteño       | 1                   | 1            |   |  |        |        |        |  |  |  |  |  |  |  |
|  | Cerro Porteño       | 1                   | 1            |   |  |        |        |        |  |  |  |  |  |  |  |
|  |                     | Club Sol de América | 1            | 2 |  |        |        |        |  |  |  |  |  |  |  |
|  | Club Sol de América | Club Sol de América | 1            | 2 |  |        |        |        |  |  |  |  |  |  |  |
|  |                     |                     |              |   |  |        |        |        |  |  |  |  |  |  |  |
|  | Cerro Porteño       |                     |              |   |  |        |        |        |  |  |  |  |  |  |  |

## Bilan de la saison
| Championnat du Paraguay de football 1991 |                                |
| Champion                                 | Club Sol de América (2e titre) |
| Qualifications continentales             |                                |
| Copa Libertadores 1992                   | Club Sol de América            |
| Copa Libertadores 1992                   | Cerro Porteño                  |
| Copa CONMEBOL 1992                       | Club Olimpia                   |
| Promotions et relégations                |                                |
| Promus en Primera División               | Club Presidente Hayes          |
| Relégués en División Intermedia          | Club Sport Colombia            |